# Frank van Hattum
Frank van Hattum   (New Plymouth, 17 de novembre de 1958) és un exfutbolista neozelandès de la dècada de 1980.
Fou internacional amb la selecció de futbol de Nova Zelanda amb la qual participà a la Copa del Món de futbol de 1982.
Pel que fa a clubs, destacà a Manurewa AFC.